# Handelshøjskole
 Der er for få eller ingen kildehenvisninger i denne artikel, hvilket er et problem. Du kan hjælpe ved at angive troværdige kilder til de påstande, som fremføres i artiklen.

En handelshøjskole er en uddannelsesinstitution på universitetsniveau, der underviser i emner som regnskab, bogføring, finans, markedsføring, virksomhedsledelse, strategi og kvantitativ metode og bedriver forskning. 
I København er der flere danske handelshøjskoler, blandt andet Copenhagen Business School og AVT Business School. I USA og Storbritannien er en business school ofte forbundet med et universitet, der tilbyder Master of Business Administration-kurser.
| Skole | Spire Denne artikel om en skole, en uddannelsesinstitution eller uddannelse er en spire som bør udbygges. Du er velkommen til at hjælpe Wikipedia ved at udvide den. |